# Fujian (18)
Pour les articles homonymes, voir Fujian (homonymie).
Le Fujian, connu jusqu'à son lancement comme Type 003, est un porte-avions construit en république populaire de Chine.
Il est lancé le 17 juin 2022 et est nommé Fujian. Il s'agit du deuxième porte-avions construit en Chine après le Shandong (Type 002) et le plus grand navire de guerre hors États-Unis.

## Description
En 2017, il est présenté comme devant comporter un système de propulsion électrique intégré permettant l'utilisation de catapultes (CATOBAR) similaires au système EMALS développé par l’United States Navy,. Cet ajout de catapultes doit donner à la Chine la possibilité de déployer divers types d’avions, comme des AWACS ou des appareils de ravitaillement carrier onboard delivery. Il doit également permettre de lancer des avions de chasse avec leur chargement militaire complet, et ainsi d'atteindre un plein potentiel, contrairement aux types 001 et 002 mis en œuvre par la Marine de l’Armée Populaire de Libération. Les médias chinois annoncent au moment de son lancement que le Type 003 utilise des catapultes électromagnétiques.
Il doit emporter des avions de types AWACS Xi'an KJ-600 (en), drone furtif de combat Hongdu GJ-11 (en), des chasseurs Shenyang J-15B/T et D de guerre électronique, des hélicoptères Changhe Z-18 ASW (en) pour la lutte anti sous-marine et les missions SAR ainsi que des chasseurs furtifs Shenyang FC-31/J-35,,.
La source d'énergie utilisée pour sa propulsion n'était pas connue en mai 2018, date où des médias chinois laissent entendre qu'elle pourrait être nucléaire.
Une vue d'artiste diffusée en juin 2018 laisse entendre que le bâtiment pourrait être équipé de trois catapultes. Le 21 juin 2018, la Compagnie nucléaire nationale chinoise, qui avait annoncé en février de la même année vouloir accélérer la recherche dans le domaine de la propulsion nucléaire navale, émet un appel d'offres pour la réalisation d'un premier navire nucléaire, un brise-glace ; ce qui semble alors confirmer le choix de ce type de propulsion pour le Type 003. Toutefois, lors de son lancement, CNN indique qu’il est supposé être motorisé avec une propulsion à vapeur conventionnelle.
Xinhua annonce que son déplacement est de 80 000 tonnes, mais le Service de recherche du Congrès estime en se basant sur des images satellite que celui-ci est plus proche de 100 000 tonnes. Cependant la dernière classe de porte-avions américain à propulsion conventionnelle USS Kitty Hawk dont les dimensions sont similaires (Longueur 323,8 m, Maître-bau 76,8 m, tirant d'air 39,5 m et tirant d'eau 10,9 m) est donnée pour 73 300 tonnes à vide et 83 000 tonnes à pleine charge ce qui tend a confirmer la première estimation.
Il commence ses premiers essais à la mer en mai 2024 du 1er au 8 mai. Les essais visaient à tester « la fiabilité et la stabilité des systèmes de propulsion et électriques du porte-avions », selon un rapport de l'agence de presse publique Xinhua, publié pour annoncer les essais. Les essais à la mer devraient se poursuivre jusqu'en 2025 au moins. En août 2024, le porte-avions a pris la mer dans le cadre d'une nouvelle série d'essais visant à évaluer la performance de ses catapultes. Ces tests sont essentiels pour vérifier la capacité du navire à lancer des avions de manière efficace et sécurisée, en particulier dans des conditions réelles en mer. Ils permettent également d'affiner les procédures opérationnelles, d'identifier d'éventuels ajustements à apporter aux systèmes de lancement. Lors de ces essais des maquettes de J-15; J-35 et KJ-600 (en) sont installés sur le pont.